# Мидекамицин
Мидекамицин (Midecamycin), IUPAC: (2S,3S,4R,6S)-6-{[(2R,3S,4R,5R,6S)-4-(dimethylamino)-5-hydroxy-6-{[(4R,6S,7R,9R,10R,11E,13E,16R)-10-hydroxy-5-methoxy-9,16-dimethyl-2-oxo-7-(2-oxoethyl)-4-(propanoyloxy)-1-oxacyclohexadeca-11,13-dien-6-yl]oxy}-2-methyloxan-3-yl]oxy}-4-hydroxy-2,4-dimethyloxan-3-yl propanoate, является природным 16-членным антибиотиком-макролидом, продуцируемым актиномицетом Streptomyces mycarofaciens.
Мидекамицина ацетат — диацетиловое производное мидекамицина — является пролекарством, получаемым полусинтетическим путём. По сравнению с природным мидекамицином имеет улучшенные микробиологические и фармакокинетические свойства (лучше всасывается в желудочно-кишечном тракте и создает более высокие тканевые концентрации).

## Торговые наименования
Макропен, Миокамицин (мидекамицина ацетат)

## Фармакологическое действие
Обладает бактериостатическим действием в низких дозах, в больших — бактерицидным. Обратимо связывается с 50S-субъединицей рибосомальной мембраны бактерий и подавляет синтез белка.
Имеет широкий спектр действия, включающий грамположительные:
Staphylococcus spp.,
продуцирующие и не продуцирующие пенициллиназу;
Streptococcus spp.
(в том числе
Streptococcus pneumoniae),
Listeria monocytogenes,
Bacillus anthracis,
Clostridium spp.,
Corynebacterium diphtheriae);
грамотрицательные:
Neisseria gonorrhoeae,
Haemophilus influenzae,
Bordetella pertussis,
Campylobacter spp.,
Moraxella catarrhalis,
Brucella spp.;
внутриклеточные микроорганизмы:
Legionella spp.,
Ureaplasma urealyticum,
Mycoplasma spp.,
Chlamydia spp.,
Treponema spp.,
Rickettsia spp.;
устойчивые к эритромицину грамотрицательные палочки
(Escherichia coli,
Pseudomonas aeruginosa),
а также
Shigella spp.,
Salmonella spp.
и др.
Является антибиотиком резерва для лечения бактериальных инфекций, при аллергии к бета-лактамным антибиотикам.

## Показания
Бактериальные инфекции, вызванные чувствительными возбудителями: бронхит, пневмония (в том числе атипичная), тонзиллит, отит, синусит, стоматит, энтериты, вызываемые Campylobacter, инфекции мочеполовых органов (в том числе неспецифический уретрит и др.), инфекции кожи и мягких тканей, трахома, бруцеллез, болезнь легионеров, гонорея, сифилис, скарлатина, рожа, дифтерия, коклюш.

## Противопоказания
Гиперчувствительность, печеночная и/или почечная недостаточность. C осторожностью. Беременность, период лактации.

## Побочные действия
Редко: тошнота, снижение аппетита, ощущение тяжести в эпигастрии, рвота, диарея, повышение активности «печеночных» трансаминаз, гипербилирубинемия (у предрасположенных пациентов), слабость, аллергические реакции (крапивница).

## Способ применения и дозы
Внутрь, до еды.
Взрослым — по 400 мг 3 раза в сутки. Максимальная суточная доза — 1,6 г.
Детям при инфекциях средней тяжести и тяжелых инфекциях — в суточной дозе 30—50 мг/кг в 3 приема. При инфекциях легкого течения возможно двукратное назначение этой дозы. Детям младшего возраста — желательно в форме суспензии.
Длительность лечения — 7—10 дней, при хламидийных инфекциях — 14 дней.

## Особые указания
При длительном применении рекомендуется контролировать лабораторные показатели, характеризующие функцию печени, особенно у пациентов с заболеванием печени в анамнезе.

## Взаимодействие
При одновременном применении снижает выведение циклосерина и непрямых антикоагулянтов (варфарина). Уменьшает метаболизм в печени алкалоидов спорыньи (эрготамина, дигидроэрготамина), карбамазепина (не оказывает влияния на фармакокинетику теофиллина).